# Dramatiques
『Dramatiques』（ドラマティクス）は、日本の歌手・日之内絵美の1stアルバムである。2003年11月27日発売。
1stシングル『Magic/World』から、4thシングル『Painful』までのシングル4曲と、ボーナストラック1曲を含む計15曲を収録。CDの中に、松尾潔のメッセージが入っている。

## 収録曲
1. Dramatiques Intro
2. Trap
3. hey boy…
4. You said, You did feat.HI-D
5. Freak!
6. let it be
7. brand new love
8. Show Me What You Got
9. What's Your Secret?
  - MIC BANDITZの曲。日之内がフィーチャリングで参加している。
10. Crying
11. World
12. You were my everything
13. Magic
14. Painful
15. Magic CKB仕様 > Magic CKB Tune
  - ボーナストラック。